# Alan Kelly
Alan Thomas Kelly (Preston, 11 agosto 1968) è un allenatore di calcio ed ex calciatore irlandese, di ruolo portiere.
Figlio di Alan James Alexander Kelly, ha trascorso tutta la carriera in Inghilterra.

## Palmarès
- Coppa di Lega inglese: 1

Blackburn Rovers: 2002